# Carex beckmanniana
Carex beckmanniana är en halvgräsart som beskrevs av Ernst Figert. Carex beckmanniana ingår i släktet starrar, och familjen halvgräs. Inga underarter finns listade i Catalogue of Life.